# Hypokinésie

Une personne ayant une dystonie induite par des médicaments

Hypokinésie est un terme qui fait référence au ralentissement ou réduction d'amplitude d'un muscle de la fonction motrice d'un organe (contractilité diminuée), un terme le plus souvent utilisé dans les cas des troubles cardiaques ou neuronaux.
L'hypokinésie vocale — ralentissement de la voix, canal nasal sous-utilisé — est plus observée dans les métiers où l'usage de la voix est requis, comme chez les enseignants.